# Хайнрих III фон Гелдерн
Хайнрих III фон Гелдерн (на немски: Heinrich III von Geldern; на френски: Henri de Gueldre; на нидерландски: Hendrik III van Gelre, * ок. 1215/1217, † 23 април 1285) е от 1247 до 1274 г. епископ на Лиеж, от 1248 до 1274 г. също абат на Стабло и Малмеди. Заради недостойния си живот той е свален от Григорий X.

## Произход и духовна кариера
Той е вторият син на Герхард IV, граф на Гелдерн и Цутфен, и съпругата му Маргарета от Брабант, дъщеря на херцог Хайнрих I от Брабант, и снаха на император Ото IV († 1218). Брат е на Ото II фон Гелдерн.
От 1238 г. Хайнрих III е канон на Ксантен. Той е също каплан и привърженик на папа Инокентий IV. През 1247 г. е избран за епископ на Лиеж.
Той има с метресите си няколко деца. Гражданите на Лиеж се оплават от него на папа Григорий X. През 1274 г. папата го сваля като епископ на втория църковен събор в Лион.